# Tainara de Souza da Silva
Tainara de Souza da Silva, citata anche semplicemente come Tainara e, occasionalmente, Tay (Brasilia, 21 aprile 1999), è una calciatrice brasiliana, difensore del Bayern Monaco e della nazionale brasiliana.

## Carriera

### Club
Tainara approda alla sua prima squadra "senior" nel 2016, indossando la maglia del São Francisco do Conde, squadra dell'omonimo centro abitato dello Stato di Bahia, per passare l'anno successivo al Vitória, giocando la stagione 2017 in Série A1, la massima divisione del calcio femminile brasiliano. Lei e la sua squadra sono state retrocesse in Série A2 dopo essersi classificate ultime nel Gruppo B del girone di qualificazione che ha preceduto la fase finale e 16esime in assoluto. Grazie al secondo posto in classifica ottenuto nel Gruppo B del girone di qualificazione, la squadra ha accesso alla fase finale. Dopo aver superato in semifinale l'Internacional, la sua squadra affronta il Minas Brasília nella doppia finale dell'8 e 12 luglio, persa solo ai rigori per 4-3 dopo aver pareggiato sia l'incontro di andata che quello di ritorno. Con il secondo posto assoluto, è tornata in Série A1 con il suo club, che si è classificato nono nel girone di qualificazione, così come in quello generale.
Ha poi trascorso la stagione 2020 con le rivali del campionato, il Santos, con il quale è arrivata seconda nel girone di qualificazione ed è stata eliminata dal Avaí/Kindermann nella semifinale del girone finale.
Nella stagione successiva si trasferisce al Palmeiras, con la sua squadra che raggiunge il secondo posto in classifica nel girone di qualificazione e accede alla fase finale attraverso i quarti di finale e le semifinali. Sia l'andata, giocata il 12 settembre 2021, che il ritorno, giocato il 26 settembre, contro il Corinthians sono stati persi rispettivamente per 1-0 e 3-1.
A campionato finito nel gennaio 2022 coglie la sua prima opportunità di disputare un campionato all'estero, firmando un contratto di due anni e mezzo con il Bordeaux per indossare la maglia del club francese la seconda parte della stagione. Qui, sotto la guida tecnica di Patrice Lair, ha esordito in Division 1, primo livello del calcio femminile francese, il 22 gennaio 2022, alla 13ª giornata di campionato, nella vittoria casalinga per 3-1 sullo Stade Reims. Nel corso del campionato Lair la impiega complessivamente in 10 incontri.
Pur con il contratto in essere, la stagione successiva si trasferisce in Germania, sottoscrivendo un nuovo accordo con il Bayern Monaco per disputare la stagione entrante, contratto che la lega al club di Monaco di Baviera fino al 30 giugno 2025.
Sotto la guida tecnica di Alexander Straus fa il su esordio in Frauen-Bundesliga, livello di vertice del calcio tedesco di categoria, il 16 settembre 2022, alla 1ª giornata di campionato, schierata titolare pareggio esterno a reti inviolate con l'Eintracht Francoforte. Nel corso del campionato Lair la impiega complessivamente in 10 incontri. Grazie al 2º posto in campionato nella stagione precedente, Tainara ha l'occasione di debuttare in UEFA Women's Champions League, nel secondo turno di qualificazione dell'edizione 2022-2023, dove gioca entrambi gli incontri di andata e ritorno con le spagnole della Real Sociedad contribuendo a far superare il turno alla sua squadra.

### Nazionale
Tainara inizia a essere convocata dalla Federcalcio brasiliana dal 2016, inizialmente per indossare la maglia della formazione Under-17, disputando prima il campionato sudamericano di Venezuela 2016, dove il Brasile conclude perdendo la finale con il Svezia, e poi, ottenuto l'accesso grazie al 2º posto, il Mondiale di Giordania 2016, marcando in quest'ultimo 3 presenze, una vittoria e due sconfitte nel gruppo C, prima di essere eliminata dal torneo già alla fase a gironi.
Dell'anno seguente è la prima convocazione in Under-20, con la quale però fa il suo esordio solo nel 2018, nella doppia amichevole del 30 giugno e 3 luglio con gli Stati Uniti, scendendo in campo in entrambi gli incontri. In seguito il tecnico federale Dorival Bueno la inserisce nella rosa delle 21 calciatrici che affrontano il Mondiale di Francia 2018, impiegandola in tutti i tre incontri del gruppo B dove la sua nazionale non riesce a essere sufficientemente competitiva, pareggiando per 1-1 l'incontro con l'Inghilterra e perdendo gli altri due con Messico (3-2) e Corea del Nord (2-1) e venendo di conseguenza eliminata già alla fase a gironi.
Per indossare nuovamente la maglia verdeoro, questa volta della nazionale maggiore, deve attendere il 2021, convocata dalla selezionatrice Pia Sundhage in occasione della seconda partecipazione del Brasile alla SheBelieves Cup, debuttando, da titolare, il 18 febbraio nell'incontro vinto 4-1 sull'Argentina. In seguito Sundhage la inserisce in rosa con la squadra che disputa il Torneio Internacional de Futebol Feminino 2021, dove Tainara festeggia con le compagne la conquista del suo primo trofeo con la nazionale, e nella Copa América di Colombia 2022, festeggiando nuovamente il successo nel torneo CONMEBOL e l'accesso al Mondiale di Australia e Nuova Zelanda 2023.

## Statistiche

### Presenze e reti nei club
Statistiche (parziali) aggiornate al 16 ottobre 2022.
| Stagione             | Squadra              | Campionato           | Campionato | Campionato | Coppe nazionali | Coppe nazionali | Coppe nazionali | Coppe continentali | Coppe continentali | Coppe continentali | Altre coppe | Altre coppe | Altre coppe | Totale | Totale |
| Stagione             | Squadra              | Comp                 | Pres       | Reti       | Comp            | Pres            | Reti            | Comp               | Pres               | Reti               | Comp        | Pres        | Reti        | Pres   | Reti   |
| -------------------- | -------------------- | -------------------- | ---------- | ---------- | --------------- | --------------- | --------------- | ------------------ | ------------------ | ------------------ | ----------- | ----------- | ----------- | ------ | ------ |
| 2020                 | Santos               | CB                   | 8          | 1          | -               | -               | -               | -                  | -                  | -                  | -           | -           | -           | 8      | 1      |
| 2021                 | Palmeiras            | CB                   | 16         | 2          | -               | -               | -               | -                  | -                  | -                  | -           | -           | -           | 16     | 2      |
| Gen.-giu. 2022       | Bordeaux             | D1                   | 10         | 0          | CF              | -               | -               | UWCL               | -                  | -                  | -           | -           | -           | 10     | 0      |
| 2022-2023            | Bayern Monaco        | BL                   | 13         | 1          | CG              | 1               | 0               | UWCL               | 7                  | 1                  | -           | -           | -           | 21     | 2      |
| 2023-2024            | Bayern Monaco        | BL                   | 5          | 0          | CG              | 1               | 0               | UWCL               | 3                  | 0                  | -           | -           | -           | 9      | 0      |
| 2024-2025            | Bayern Monaco        | BL                   | -          | -          | CG              | -               | -               | UWCL               | -                  | -                  | -           | -           | -           | 9      | 0      |
| Totale Bayern Monaco | Totale Bayern Monaco | Totale Bayern Monaco | 18         | 1          | -               | 2               | 0               | -                  | 10                 | 1                  | -           | -           | -           | 30     | 2      |
| Totale carriera      | Totale carriera      | Totale carriera      | .          | .          | -               | .               | .               | -                  | .                  | .                  | -           | .           | .           | .      | .      |

## Palmarès

### Club
- Campionato tedesco: 2

Bayern Monaco: 2022-2023, 2023-2024

#### Competizioni nazionali
- Campionato paulista femminile: 2

Santos: 2020
Palmeiras: 2021

### Nazionale
- Campionato sudamericano femminile di calcio: 1

2022
- Torneio Internacional de Futebol Feminino: 1

2021